# Węgrzynice
Węgrzynice (niem. Ulbersdorf) – wieś w Polsce położona w województwie lubuskim, w powiecie świebodzińskim, w gminie Skąpe.
W latach 1975–1998 miejscowość administracyjnie należała do województwa zielonogórskiego.
Wieś leży ok. 10 km na północny zachód od Skąpego, przy lokalnej drodze do Toporowa. Patronimiczna nazwa pozwala przypuszczać, że osada powstała nie później niż w XII w. Węgrzynice są typową owalnicą z dobrze zachowanym średniowiecznym układem przestrzennym. Zwarta zabudowa pochodzi z przełomu XIX i XIX w.

## Zabytki
Do wojewódzkiego rejestru zabytków wpisany jest:
- kościół filialny pod wezwaniem Najświętszego Serca Pana Jezusa, z 1885 roku.